# Тонкошкур, Владимир Корнеевич
Владимир Корнеевич Тонкошкур (16 сентября 1931 года, Акбулак, Оренбургская область — 29 июня 2023 года, Москва) — Герой Социалистического Труда (1976), начальник участка шахты имени 50-летия Октябрьской революции производственного объединения «Карагандауголь».

## Биография
Родился 16 сентября 1931 года в поселке Акбулак Акбулакского района (ныне — Оренбургская область). Русский.
В 1950 году поступил в Ленинградский горный институт и в 1955 году окончил его, получив диплом горного инженера, специализация — «Разработка месторождений полезных ископаемых».
По государственному распределению был направлен на работу в Карагандинский угольный бассейн, где и начал трудовую деятельность горным мастером на угледобычном участке шахты № 17 имени Калинина. Уже через год молодого инженера назначили заместителем начальника участка, а затем и помощником главного инженера шахты. В 1960 году, после закрытия шахты № 17 им. Калинина вследствие окончания промышленных запасов угля, Владимир Корнеевич Тонкошкур был переведен на шахту им. 50-летия Октябрьской революции, где возглавил добычной участок № 3. Участок через несколько лет стал в ряду первых участков-тысячников, а Владимир Тонкошкур в 1969 году — одним из инициаторов Всесоюзного движения «пятисоттысячников».

### Трудовой подвиг
В 1973 году участок № 3, в числе девяти лучших участков ПО «Карагандауголь», преодолел годовой пятисоттысячный рубеж. При этом среднемесячная производительность труда рабочего по участку составила 730 тонн, такой показатель в те годы являлся одним их лучших в стране. В последующий период добыча угля участком № 3 не снижалась ниже пятисоттысячного уровня.

На участке № 3 Владимир Тонкошкур создал атмосферу дисциплины, товарищества и взаимопомощи, режим экономии и бережливости. Своим примером, каждодневным трудом в большом коллективе Владимир Тонкошкур показывал образцы самоотверженной работы, высокого профессионализма, скромности и человеческого благородства. Почти сорок лет он отдал Карагандинскому угольному бассейну. И этот многолетний труд получил высокую оценку.

## Награды
Указом Президиума Верховного Совета СССР 30 марта 1971 года за проявленную трудовую доблесть и достижение высоких успехов в выполнении социалистических обязательств, принятых в 8-й пятилетке (1965—1970), Тонкошкур Владимир Корнеевич награждён орденом Ленина.
Указом Президиума Верховного Совета СССР 05 марта 1976 года за досрочное выполнение плана 9-й пятилетки (1971—1975), достижение выдающихся технико-экономических показателей, Тонкошкуру Владимиру Корнеевичу присвоено звание Героя Социалистического Труда с вручением ордена Ленина и золотой медали «Серп и Молот».
Тонкошкур В. К. также награждён несколькими медалями, стал полным кавалером Знака «Шахтёрская слава» (3-й степени — 18.03.1969, 2-й степени — 17.08.1972, 1-й степени — 08.08.1974).
Владимир Тонкошкур ещё многие годы работал на шахте имени 50-летия Октябрьской революции ПО «Карагандауголь», с 1977 года — заместителем директора шахты по производству, с 1987 года — заместителем директора по кадрам и быту шахты вплоть до её ликвидации в 1996 году. В том же году вышел на пенсию и переехал в Московскую область.
Скончался 29 июня 2023 года, похоронен на Ново-Лыткаринском кладбище Люберецкого района.

## Память
Имя Владимира Корнеевича Тонкошкура высечено в граните на обелиске «Шахтерская слава» в г. Караганде.